# Michail Teresjtjenko
Michail Ivanovitj Teresjtjenko (ryska: Михаил Иванович Терещенко); ukrainska: Михайло Іванович Терещенко), född 18 mars 1886 i Kiev, Kejsardömet Ryssland, död 1 april 1956 i Monaco, var en ukrainsk politiker, finansman och sockerfabrikant. Han var rysk finansminister och utrikesminister under revolutionsåret 1917.
Teresjtjenko föddes i en rik ukrainsk finansfamilj och studerade vid Kievs och Leipzigs universitet, bland annat nationalekonomi. Efter första världskrigets utbrott tjänstgjorde han i ryska krigsindustrikommissionen. Han började samtidigt knyta kontakter med politiker som konspirerade mot tsar Nikolaj II. Efter februarirevolutionen 1917 utnämndes han till finansminister i den ryska provisoriska regeringen som leddes av furst Georgij Lvov. Han efterträdde Pavel Miljukov som utrikesminister i maj samma år sedan denna tvingats avgå efter en maktkamp med de mera radikala krafterna i regeringen, såsom Aleksandr Kerenskij. Teresjtjenko fortsatte dock Miljukovs utrikespolitik och var pådrivande i att Ryssland skulle fortsätta den impopulära krigspolitiken. Han kvarstod som utrikesminister även efter julioroligheterna när Kerenskij ersatte Lvov som premiärminister. Sedan republiken utropats i september blev han ledamot av det kortlivade välfärdsutskottet. Vid bolsjevikernas oktoberrevolution 1917 blev han jämte flera andra ministrar arresterad i Vinterpalatset och inspärrad i Peter-Paulfästningen. Efter frigivningen 2 mars 1918 flydde han från Petrograd utan pass till Murmankusten, slöt sig under färden till ett par finländare och fick passera för deras betjänt. Med en lappkaravan färdades han och hans sällskap till Petsamo och därifrån till Norge. Han bosatte sig senare i Frankrike och fortsatte därifrån sin kamp mot bolsjevikregimen genom att stödja den vita armén och förespråka militär intervention av västmakterna.